# Sjostka rajon
Sjostka rajon (ukrainsk: Шосткинський район, tr. Sjostkinskij rajon) er en af 5 rajoner i Sumy oblast i Ukraine, hvor Sjostka rajon er beliggende mod nord i oblasten, og rajonen grænser dermed op til Rusland mod nord og øst. Mod vest ligger Tjernihiv oblast, og mod syd Konotop rajon inden for Sumy oblast. Efter Ukraines administrative reform fra juli 2020 er den tidligere Sjostka rajon udvidet med andre nærtliggende rajoner, samt byerne Sjostka og Hlukhiv, sådan at Sjostka rajons samlede befolkningstal er nået op på 188.500.
Ukrainske kosakker havde i 17. og 18. århundrede stærke positioner og gode handelsforbindelser i den nuværende Sjostka rajon. I nutiden har der i rajonen under den første etape af Ruslands invasion af Ukraine 2022 været træfninger mellem ukrainske og russiske styrker, samt en midlertidig russisk besættelse af byen Sjostka.
På en jødisk kirkegård i Hlukhiv findes bl.a. en massegrav med ofre for pogromen 22.-23. februar 1918, hvor omkring 500 jøder blev dræbt. Under den russiske borgerkrig, som efterfulgte revolutionen, betragtede zaristiske nationalister jøderne som et fjendtligt element. Den omtalte jødiske landsbykirkegård blev den 8. maj 2022 ramt af russisk beskydning. Om det er et tilfældigt sammenfald eller ej, så er den 8. maj også mindedagen for Nazitysklands overgivelse.